# 吉岡毅志
吉岡 毅志（よしおか たけし、1979年3月22日 - ）は、日本の俳優である。東京都新宿区出身。身長170cm、血液型はB型。愛称は「たけしマン」。

## 略歴
音楽業界の関係者にスカウトされ、芸能事務所に所属し、1997年、『うしろの百太郎』で俳優デビュー。
1998年から1999年まで放送された『ウルトラマンガイア』の主人公の高山我夢役を演じ、人気を博した。
2002年には特撮番組出身俳優による期間限定ユニット「HERO730」を結成。
2007年8月31日をもって所属事務所クィーンズアベニューアルファを退社。現在は10-POINTに所属。
2008年に公開された映画『大決戦!超ウルトラ8兄弟』において、7年ぶりに高山我夢役を演じる。
2009年10月10日、FLIP-FLAPのAIKOと結婚したことを公式ブログで発表。2012年11月26日、第一子女児が生まれたことを公式ブログで報告した。2014年10月10日、AIKOと離婚。
2015年7月4日、自身のブログにおいて平田弥里（『ウルトラマンメビウス』のアマガイ・コノミ役）と再婚したことを明かした。
2018年12月31日、平田弥里と離婚したことを自身のTwitterで明かした。

## 人物・エピソード
- 趣味はギター・イラスト・料理・スケートボード・スポーツ全般[1][4]。特技は乗馬・アクション・殺陣・逆立ち[1][4]。
- 『ウルトラマンガイア』で演じた高山我夢については、「天才少年」という設定が自身と正反対であったが、失敗しても能動的に動く闘争心を持っているという設定でもあったためその面からは演技がしやすかったという[3]。
- 映画『大決戦!超ウルトラ8兄弟』で、再び7年ぶりに高山我夢役を演じたが、同作品は『ガイア』とはパラレルワールドという設定であるため両作品を分けて考えており、テレビシリーズの延長線上としての我夢も演じたいと述べている[3]。
- AIKOとの結婚式では、式の最中にマグマ星人に花嫁を奪われそうになるハプニングが演出された。その式には、のちに吉岡と再婚した平田も参加し、演出に協力していた。

## 出演

### テレビドラマ
- うしろの百太郎 第15話（1998年1月19日、テレビ東京） - 遠山 役
- 大河ドラマ 徳川慶喜 第1回・第2回（1998年1月4日・11日、NHK） - 水戸藩士 役
- ネプやり ドラマ編 最終話（1998年5月14日、フジテレビ）
- ウルトラシリーズ
  - ウルトラマンガイア（1998年9月5日 - 1999年8月28日、MBS・TBS系） - 主演・高山我夢 役
  - ウルトラマン列伝 第80話 - 第83話、第95話・第96話（2013年1月9日 - 30日、4月24日・5月1日、テレビ東京） - 高山我夢 役
- 愛しき者へ 第49話・第56話・最終話（2003年6月5日・16日・27日、東海テレビ・フジテレビ系）
- 火曜サスペンス劇場 緊急救命病院III（2005年7月12日、日本テレビ系） - 堀内 役
- DRAMA COMPLEX 戦国自衛隊・関ヶ原の戦い（2006年1月31日・2月7日、日本テレビ） - 川越稔（嶋村隊） 役
- CAとお呼びっ! 第6話（2006年8月9日、日本テレビ）
- 特命係長 只野仁 第23話（2007年1月19日、テレビ朝日） - 山吹一恵に振られた男 役
- キューティーハニー THE LIVE 第13話（2007年12月26日、テレビ東京） - 木島大介 役
- 花衣夢衣（2008年3月31日 - 6月27日、東海テレビ・フジテレビ系） - 辻俊彦 役
- ギラギラ 第4話（2008年11月7日、ABCテレビ・テレビ朝日系）
- エゴイスト 〜egoist〜 第11話（2009年4月20日、東海テレビ・フジテレビ系） - 金城明 役（写真出演）
- 深夜の用心棒 EPISODE #0 第4話（2014年4月24日、チバテレ） - 友情出演
- 妖ばなし 第41話「倩兮女」（2019年8月10日、TOKYO-MX2） - 主演・大貫（エトセトラ大貫） 役

### 映画
- ウルトラシリーズ
  - ウルトラマンティガ・ウルトラマンダイナ&ウルトラマンガイア 超時空の大決戦（1999年） - 主演・高山我夢 役
  - 大決戦!超ウルトラ8兄弟（2008年） - 高山我夢 役
  - 劇場版 ウルトラマンギンガS 決戦!ウルトラ10勇士!!（2015年） - ウルトラマンガイアの声 役
- 集団殺人クラブ Returns（2003年） - 剛 役
- 輪舞曲 〜ロンド〜（2003年） - 児玉邦彦 役
- 疾風 Basement Fight（2003年） - 田中敏幸 役
- 烈風 Action!?（2004年） - 田中敏幸 役
- Bridge 〜この橋の向こうに〜（2004年） - 岡野忠 役
- HEAT -灼熱-（2004年） - キム 役
- 猿飛佐助 闇の軍団（2004年） - 才蔵 役
- 猿飛佐助 闇の軍団2（2005年） - 才蔵 役
- 難波金融伝・ミナミの帝王31「賠償金の行方」7/22
- HE-LOW（2018年）
- HE-LOW THE SECOND（2019年）
- HE-LOW THE FINAL（2022年）

### 舞台
- ウルトラシリーズ
  - ウルトラマンフェスティバル2001 ライブステージ（2001年） - ウルトラマンガイア 役
  - ウルトラマンプレミアステージ2（2008年5月2 - 6日、中日劇場） - 高山我夢 / ウルトラマンガイア 役
  - ウルトラマンプレミアステージ3 「希望の光」（2009年5月2 - 5日、中日劇場） - 高山我夢 / ウルトラマンガイア 役
- PROPAGANDA STAGEロミオ&ジュリエット21c（2001年、中野ザ・ポケット） - ロミオ 役（主演）
- リボンの騎士（2001年）ジャック
- コンビニスペクタクル お弁当温めますか?（2002年）
- 猫の遺言状（2002年）
- ブルースな日々 あぁガス欠（2003年）
- 結婚詐欺株式会社（2003年、天王洲アートスフィア）
- アダムの星（2003年）
- ククラチョフさんは印度人（2004年）
- 俺達は天使じゃないよ パンチラインブルース（2004年）
- ピルグリム 〜2005style〜（2005年）
- 作者をせかす六人の主人公たち（2009年2月11 - 15日、東京芸術劇場 中ホール） - バンデス 役
- トライフルエンターテインメントプロデュース「The Radio Show Must Go On〜バレルナキケン〜再演+外伝公演!」（2012年8月28日-9月3日、中野ザ・ポケット）

### オリジナルビデオ
- ウルトラマンガイア ガイアよ再び（2001年3月25日、バンダイビジュアル） - 主演・高山我夢 役
- 750ライダーシリーズ - 主演・早川光 役
  - 750ライダー（2001年）
  - 750ライダー2（2001年）
- 湘南爆走族3 10オンスの絆（2002年） - 石川晃 役
- 死刑確定シリーズ
  - 死刑確定IV（2006年）
  - 死刑確定V（2006年）

### Webドラマ
- ウルトラマンオーブ THE ORIGIN SAGA 第8話 - 最終話（2017年2月13日 - 3月13日、Amazon Prime Video） - 高山我夢 役

### ゲーム
- メタルギアソリッド4 - 雷電（モーションアクター）

### CM
- バンダイ「ウルトラマンガイア XIG隊員シリーズ」（1998年）
- バンダイ「ウルトラマンガイアキャンペーン」（1998年）
- バンプレスト「スーパーヒーロー作戦 ダイダルの野望」（2000年）

### ラジオ
- ニッポン放送 『オールナイトニッポンR』パーソナリティー
- ニッポン放送 『ネクストブレイク』パーソナリティー